# 平野祐康
平野 祐康（ひらの すけやす、1948年2月24日 - ）は、日本の政治家。東京都三宅村の元村長（2期）。2000年の三宅島火山噴火後の2004年に村長となり、2005年以後の全民帰島の陣頭指揮を取る。また、噴火災害からの復興を目指すオートバイによるイベントなどを島内で開催し、賛否両論を呼んだ。

## 来歴
1948年、東京都三宅村に生まれる。大東文化大学卒業。2000年6月、三宅村財政担当時に島内火山の大噴火が起こり、村民全島避難が開始され、後に東京都港区に設置された三宅村東京事務所の所長となる。2004年の村長選挙に立候補し初当選、以後2012年まで2期8年間村長をつとめる。

## チャレンジ三宅島モーターサイクルフェスティバル
2000年に発生した火山の噴火による災害の復興策、及び観光客誘致などを目的として、2006年、当初はイギリスのマン島で行われているマン島TTレースを参考に、東京都知事である石原慎太郎が公道でのオートバイレースを提唱した。計画では、島を周回するコースであり、2006年5月には石原都知事や平野三宅村長らは、公道レースの手本となるTTレースの視察でマン島を訪れている。第1回目開催前は、公道レース開催ということで話題になり、出場準備をする者もいたが、協賛辞退や公道レースが先送りとなり、最終的にはオートバイによるパレードやドラッグレースなどが行われ、公道による大規模なレースは開催されなかった。以後、形態を変えながらも毎年開催され、2012年は、名称を「WERIDE三宅島エンデューロレース」として10月に開催された。